# Debreceni Nagyerdő természetvédelmi terület
A debreceni Nagyerdő területén különleges védett növényfajok és állatok élnek, nevét hatalmas, 100–120 éves fáiról kapta. Az erdőt a 18. században parkká nyilvánították, majd 1939-ben 1. sorszámmal jegyezték be a védett természeti területek törzskönyvébe. Az országos jelentőségű védett természeti terület a Natura 2000 hálózat része. Az erdő legfőbb problémája a szárazodás, az idős tölgyesek leromlása, az invazív és tájidegen özönfajok jelenléte és az illegális hulladéklerakás. Ezek megakadályozásában a Hortobágyi Nemzeti Park közmunkaprogramja jelent segítséget. Sokat javított az erdő állapotán a Nyírerdő Zrt. erdőfelújítása is, a Debreceni Egyetem Botanikus Kertje pedig uniós támogatással társulás-rekonstrukciós programot indít a közeljövőben.

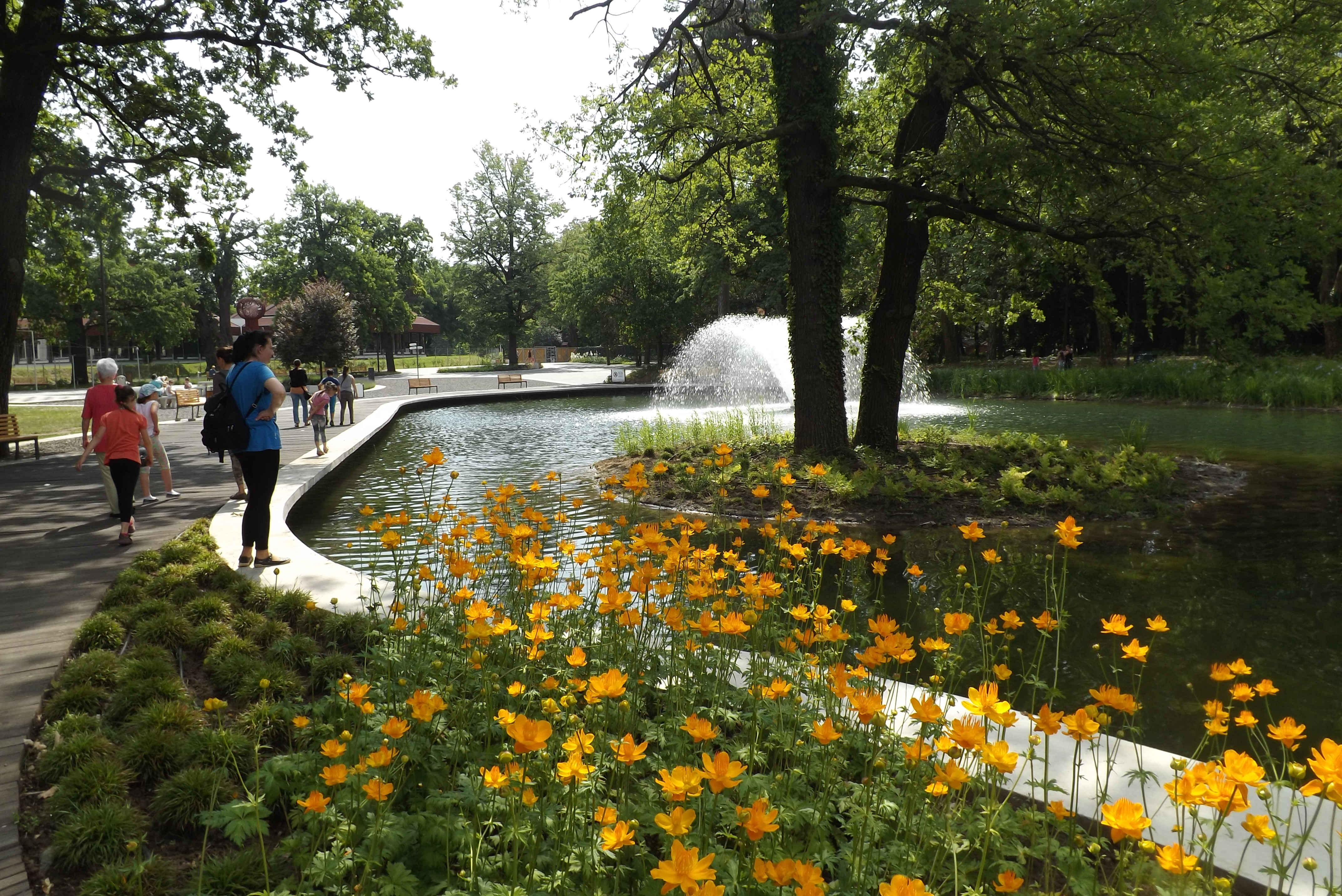
A megújult Békás-tó részlete 2015 tavaszán

## Fekvése

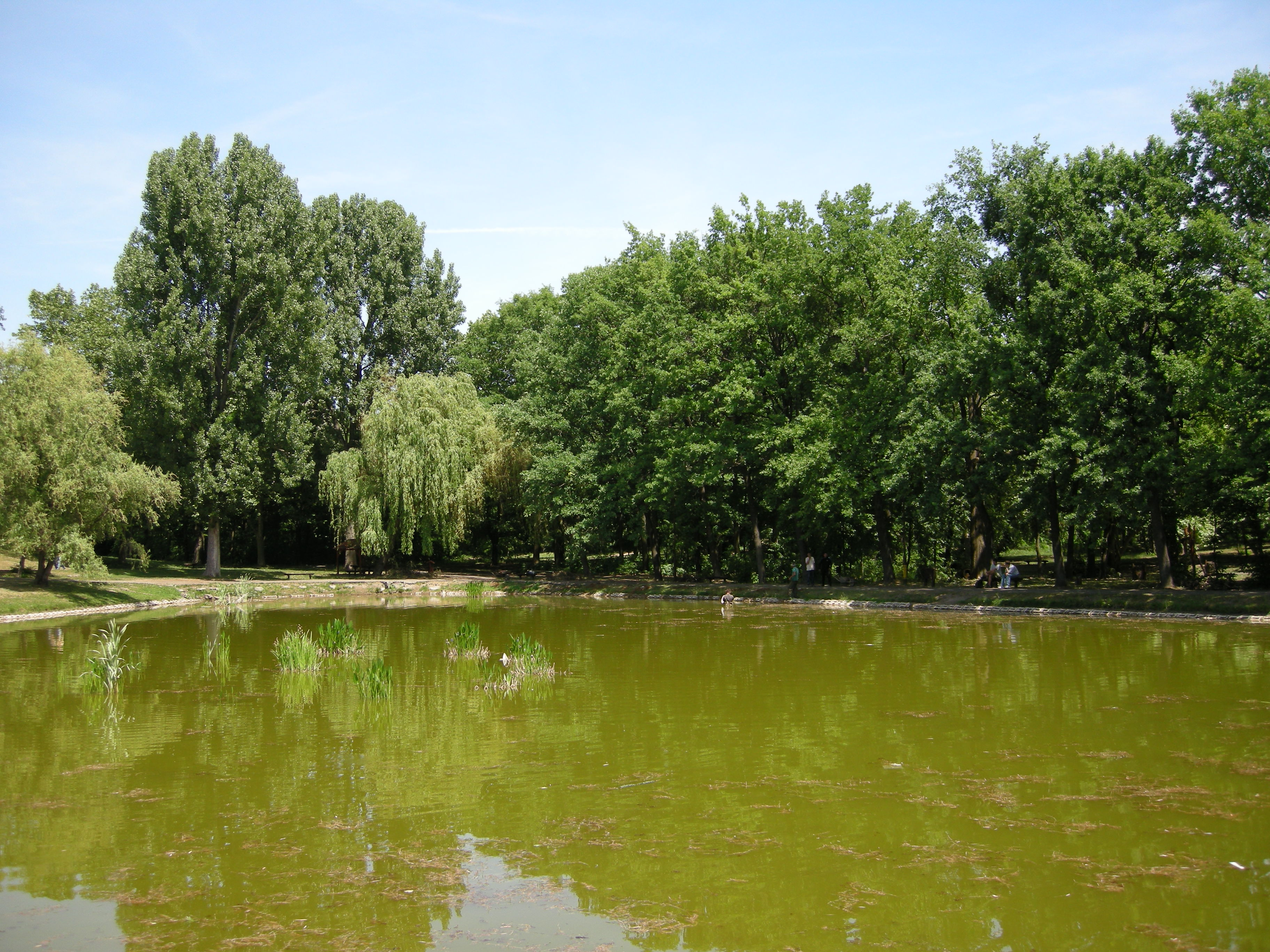
A Debreceni Nagyerdő, Békás-tó

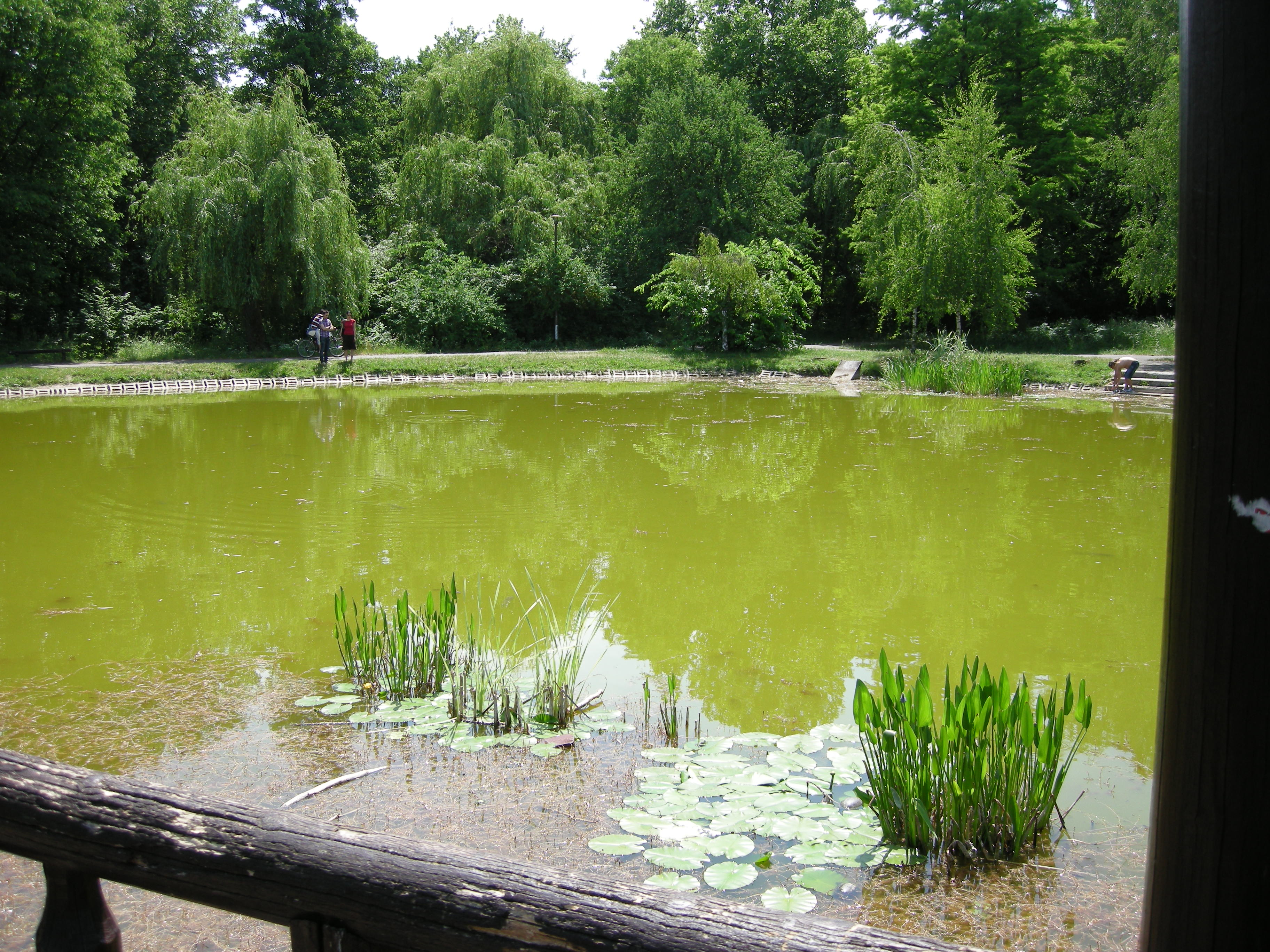
A Debreceni Nagyerdő, Békás-tó

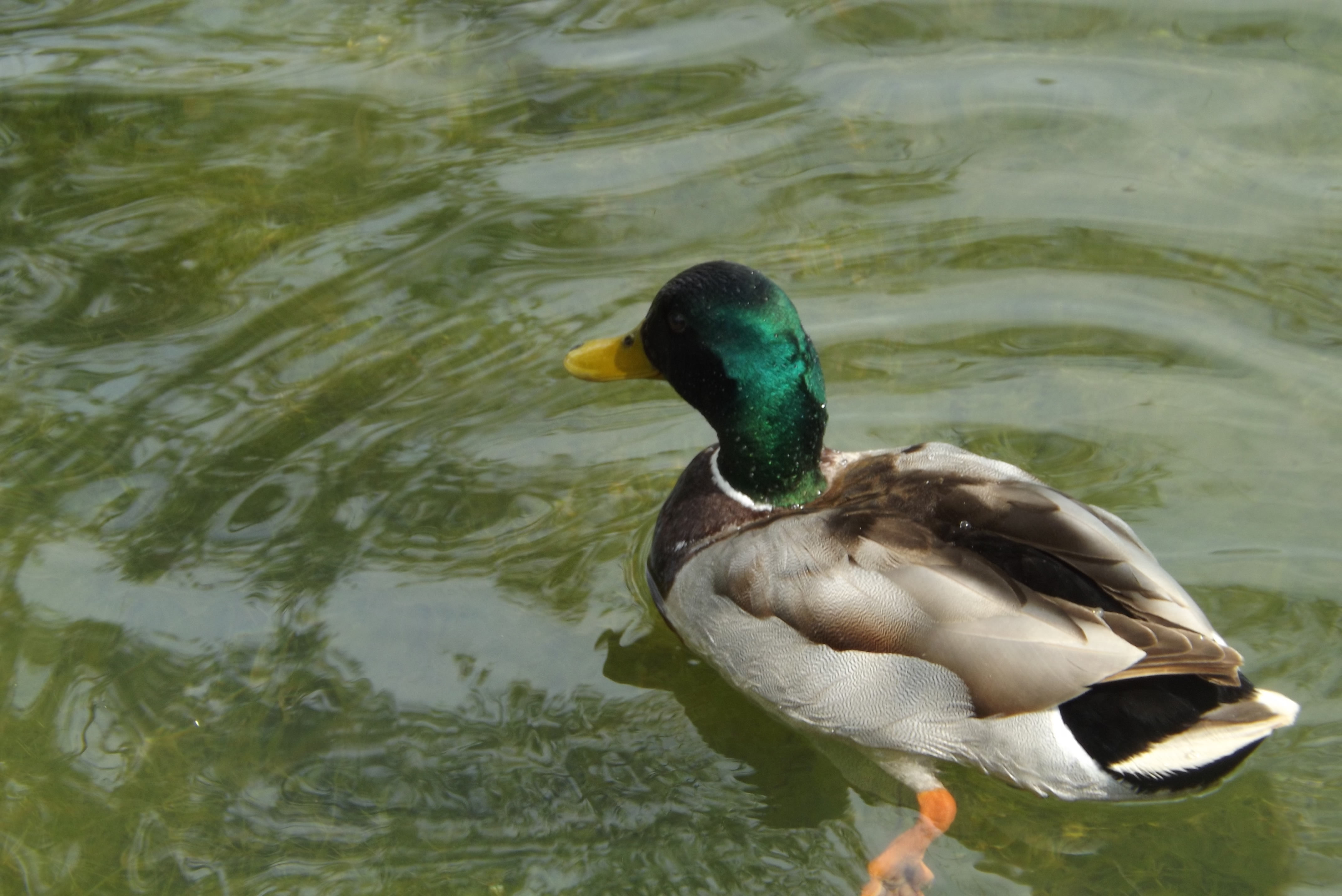
Debreceni Nagyerdő, Békás-tó

A védett terület Debrecen belterületén található, az 1092 hektáros védett terület a település északi felében az egyetemvárosi résznél található meg.

## Jellege, jellemzői
A védetté nyilvánítás célja a Magyarországon elsőként védetté nyilvánított öreg tölgyes és a környező erdőtársulások megőrzése az utókor számára. Debrecen város életében a Nagyerdő mindig jelentős szerepet játszott, megőrzése a város és a természetvédelem szempontjából egyaránt fontos.
A Nagyerdő nevezetes pihenő- és szórakozóhelyei, valamint látnivalói:
- Békás-tó
- Millenniumi játszótér
- Medgyessy sétány (neves írók, költők szobraival)
- Nagyerdei Gyógyfürdő
- Aquaticum Élményfürdő
- Nagyerdei Strand
- Csónakázótó
- Nagyerdei Kultúrpark
- Debreceni Vidámparki Kisvasút
- Jégpálya
- Sportcentrum
- Oláh Gábor utcai Sportcsarnok
- Nagyerdei stadion
- Ötholdas Pagony (Játszótér)
- Egyetemi park
- Botanikus kert
- Ködszínház

Az erdő szélén található a Diószegi Sámuel Oktatóközpont, amely kiindulási pontja a Gyöngyvirág és az Odvas keltike tanösvényeknek. A Nagyerdő védelme és megőrzése nagyon fontos a fiatalok tanítása és természetszeretetre nevelése szempontjából is, a gyerekek szakvezető irányításával ismerkedhetnek meg az erdővel, annak élővilágával és az erdészeti munkákkal.

## Növényvilág

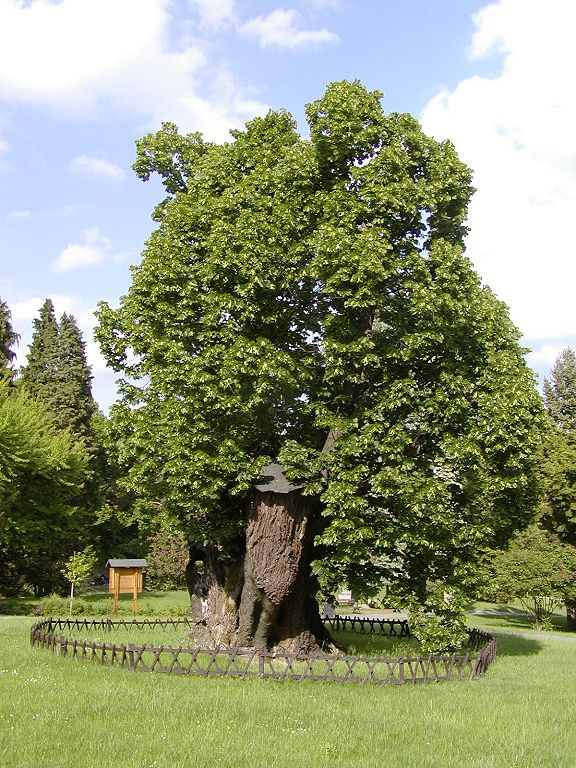
Kislevelű hársfa

A Nagyerdő területén mintegy 700-800 növényfajt tartanak számon. A Nagyerdő a Nyírség déli részére jellemző, homokbuckás erdős-gyepes mozaiktáj jellegzetes részét képező homoki pusztai tölgyes emlékét őrzi, melynek állományalkotó őshonos fafaja a kocsányos tölgy, jellemző elegyfajai a fehér nyár, rezgő nyár, kislevelű hárs, a mezei juhar és a vadkörte.
A nagyerdei Parkerdő az erős antropogén hatás következtében jelentős mértékű átalakuláson ment át az eredeti faállomány, a cserjeszint és a lágy szárú aljnövényzet összetételét tekintve. Ám a jelenlegi állapotában is igen fajgazdag az őshonos fafajok, valamint a telepített idegen (exóta) fafajok tekintetében. A területen található idős fák sokféle élőhelyet biztosítanak számos állat-, növény- és gombafaj számára, ezért ezen fák minden olyan egyedét meg kell őrizni, amely önmagában is természetvédelmi, tájképi, esztétikai értéket képvisel. Különös tekintettel kell lenni az idős, 100 évnél öregebb, elsősorban kocsányos tölgyekre.
Jellemző növényfajok:
- égszínkék csillagvirág
- bogláros szellőrózsa
- erdei varázslófű
- enyves zsálya

## Állatvilág

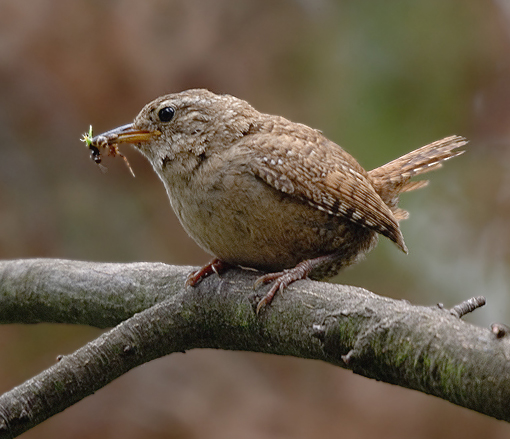
Ökörszem

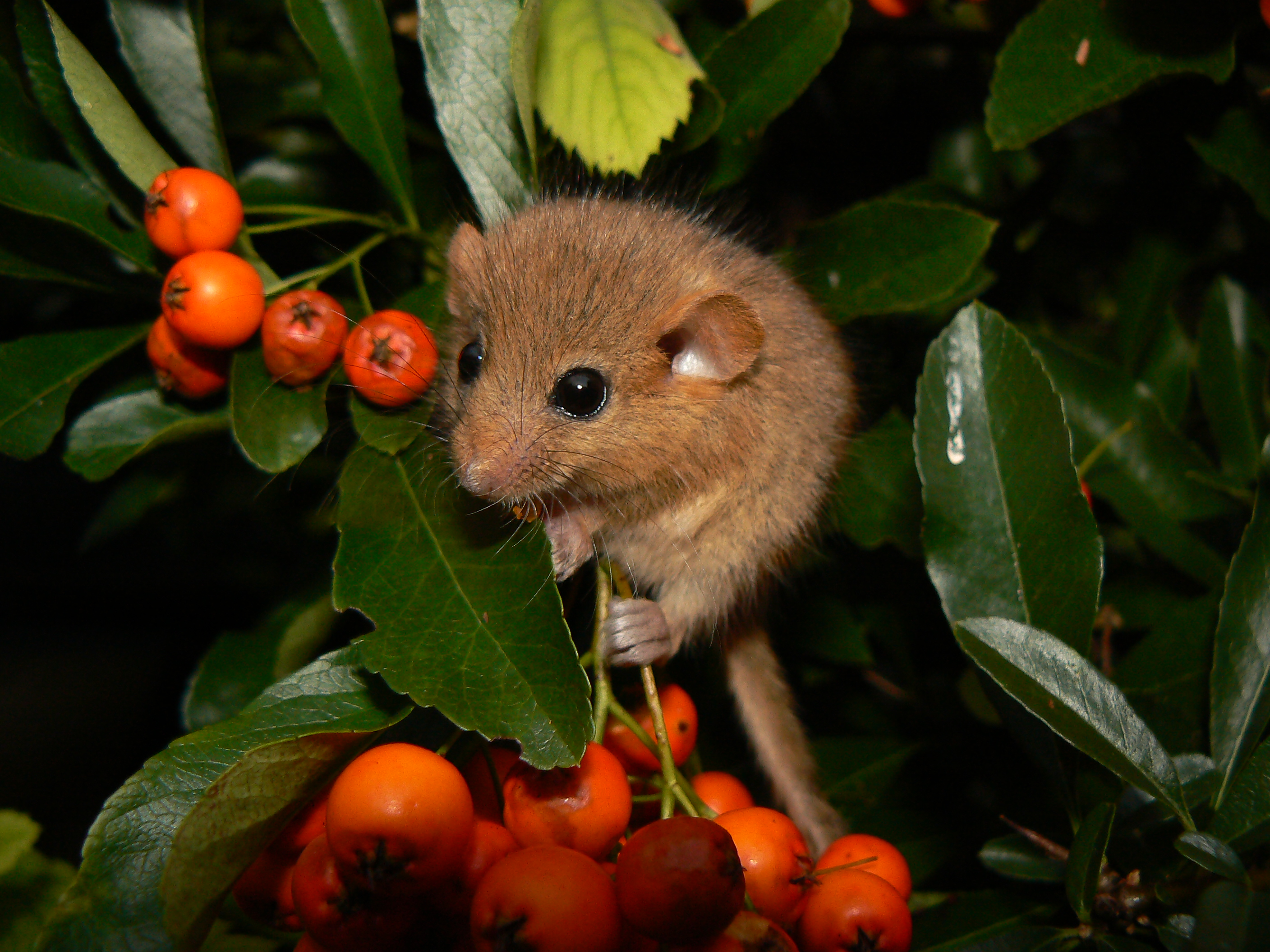
Mogyorós pele

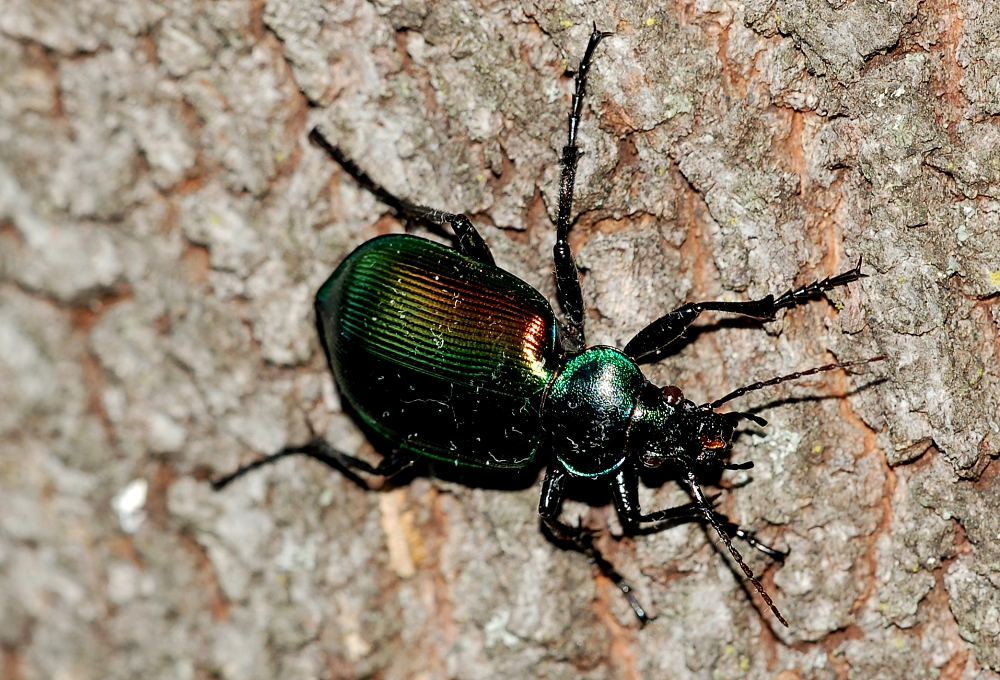
Aranyos bábrabló

A Nagyerdő területén jelenleg 2 fokozottan védett, 49 védett gerinces, valamint 39 védett gerinctelen állatfajt tartanak nyilván. Ezen állatfajok védelmének biztosítása érdekében fokozott figyelmet kell fordítani élőhelyeik megóvására, amely elengedhetetlen feltétele a biológiai egyensúly fennmaradásának.
Jellemző állatfajok:
- sisakos sáska
- imádkozó sáska
- nagy hőscincér
- aranyos bábrabló
- troxbogár
- örvös légykapó
- ökörszem
- darázsölyv
- héja
- egerészölyv
- fekete harkály
- zöld küllő
- nagy fakopáncs
- csuszka
- őz
- borz
- vaddisznó
- nyest
- mogyorós pele
- dolmányos varjú

## A Megújult Békás-tó és környéke 2015 tavaszán

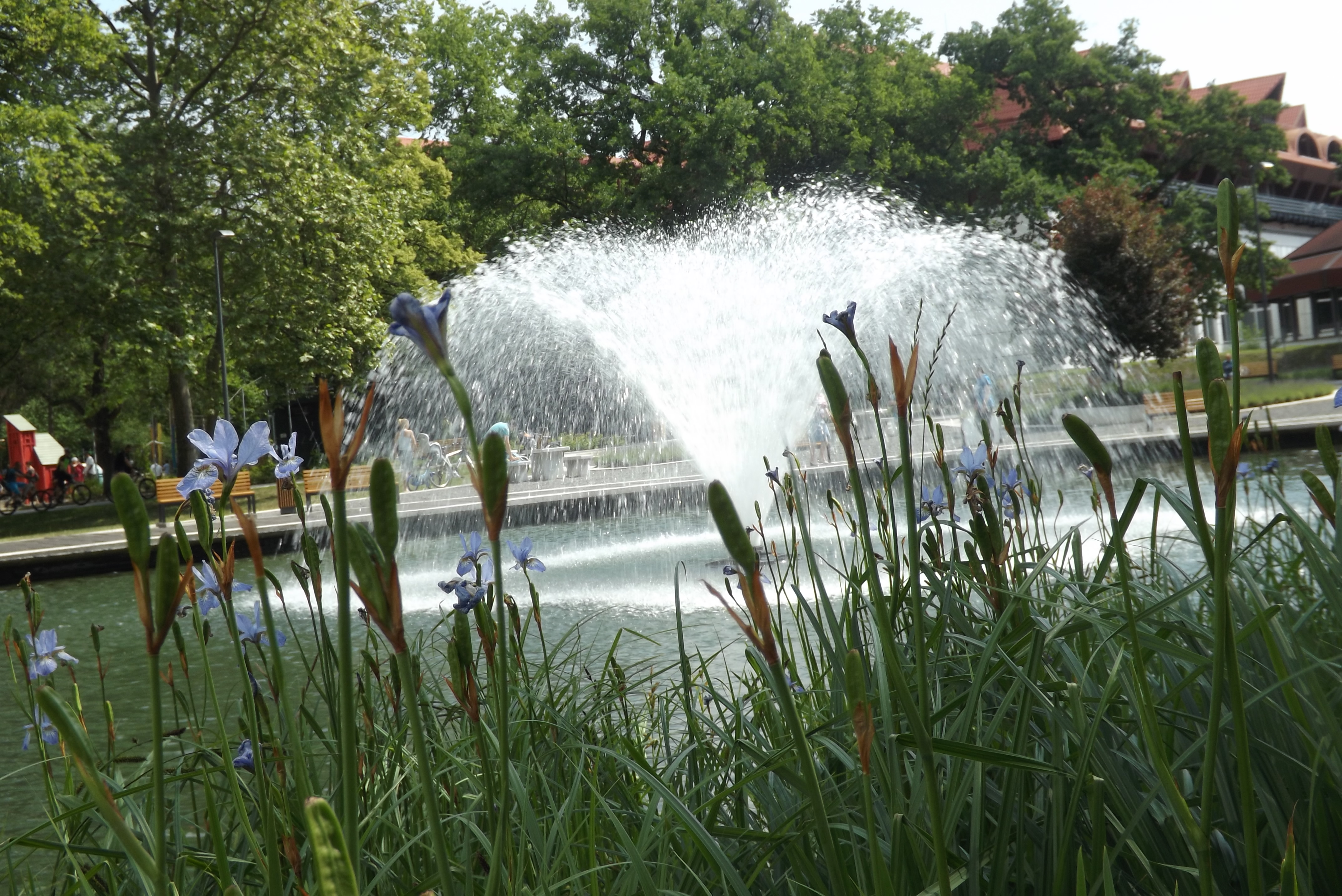
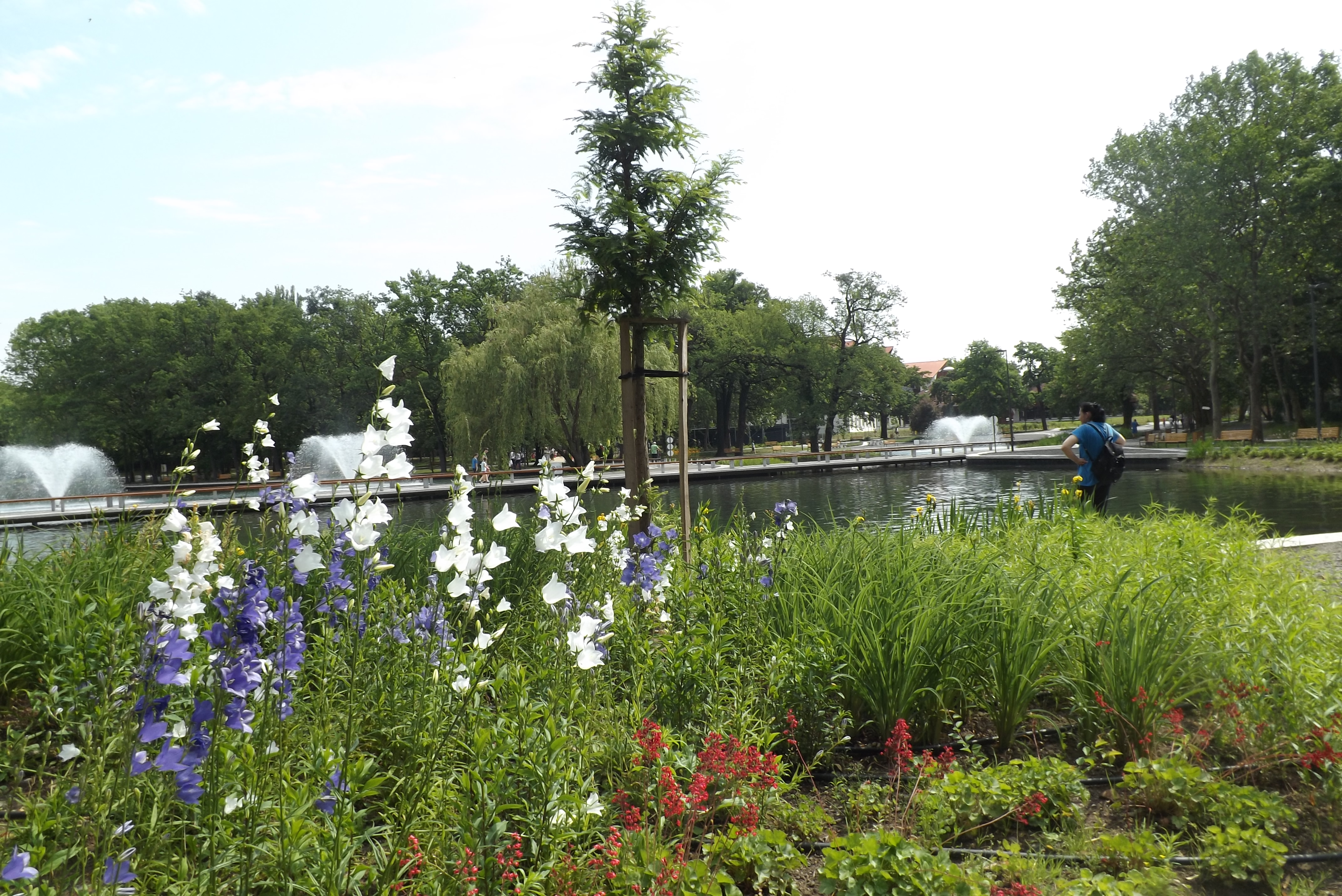
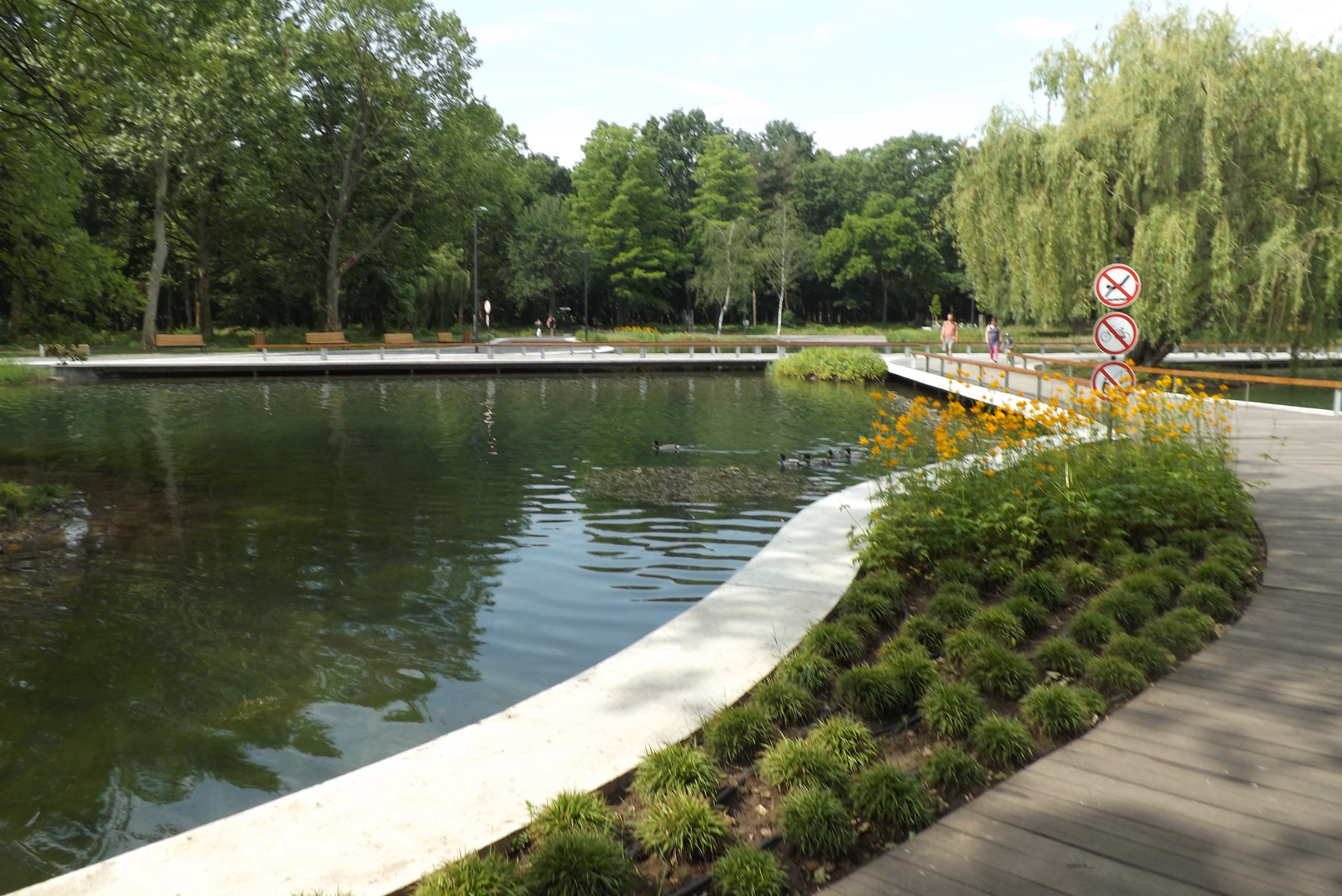
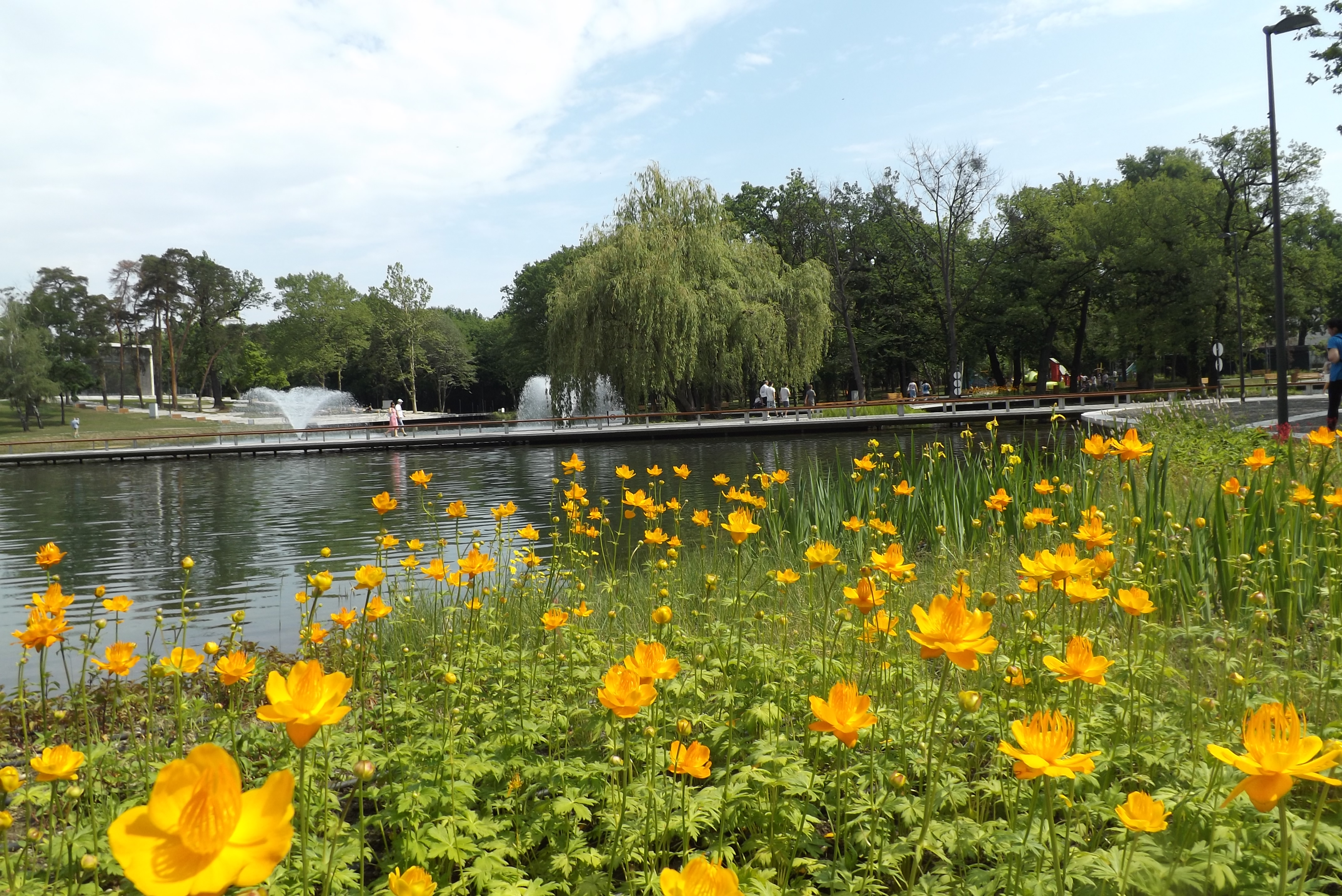
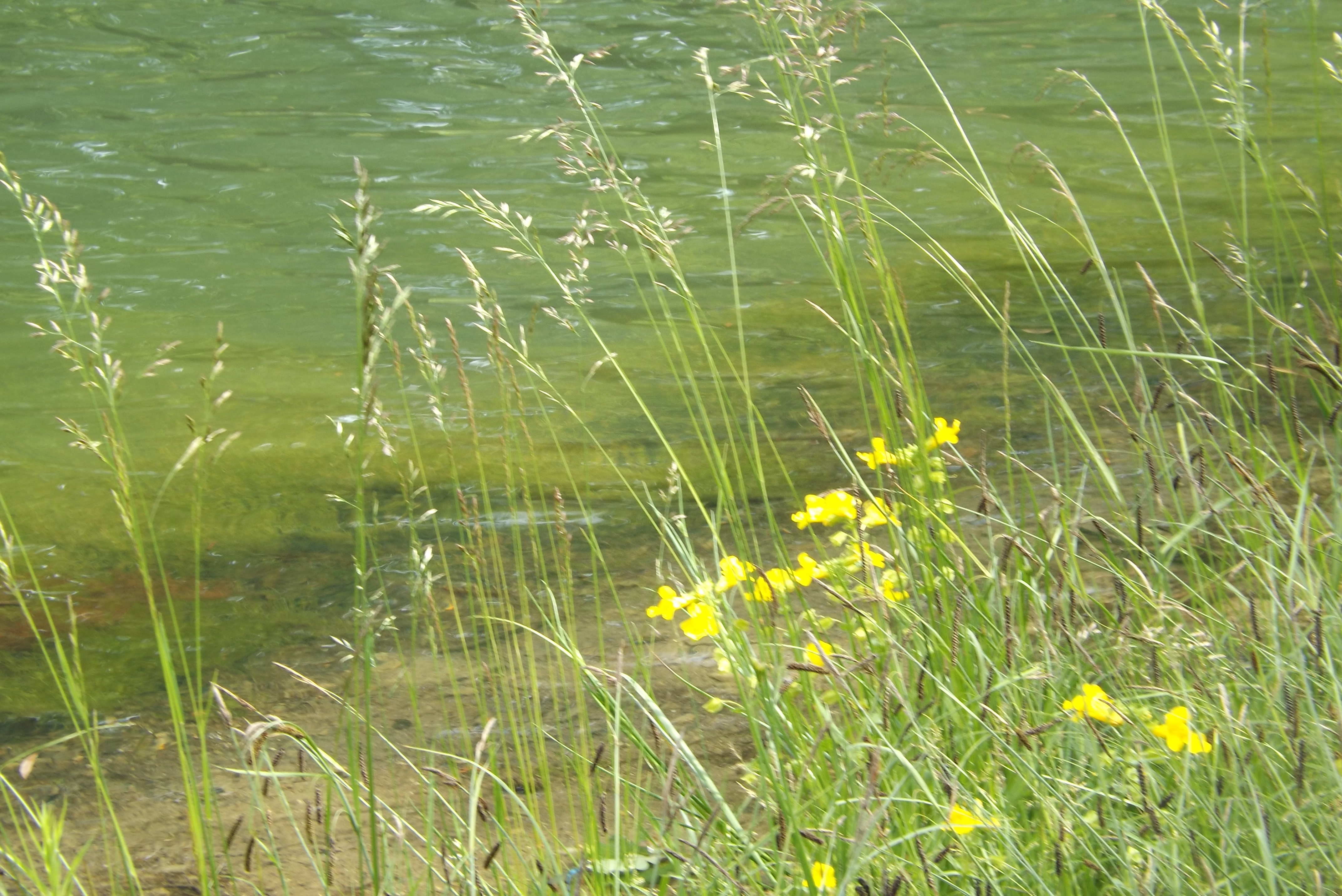
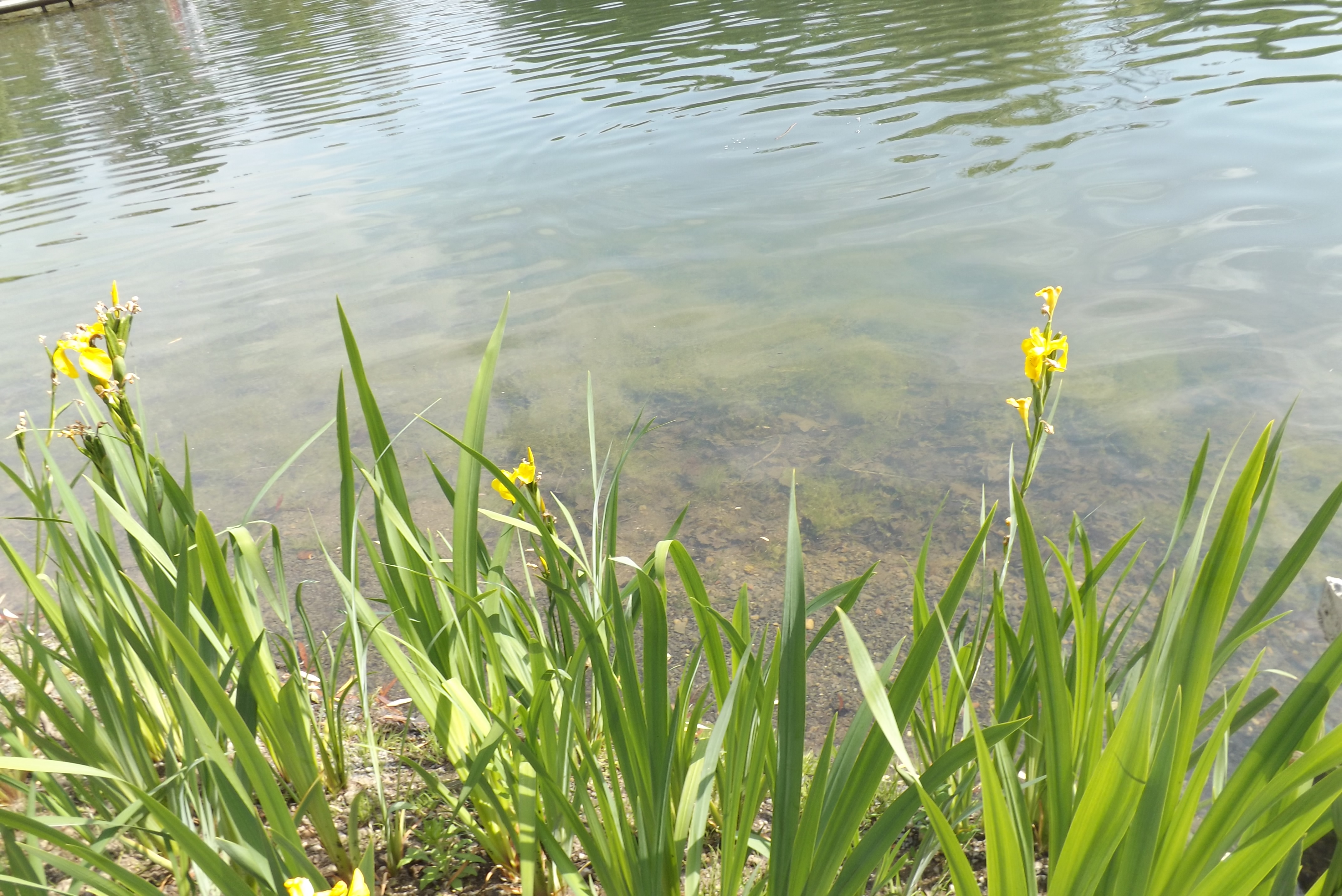
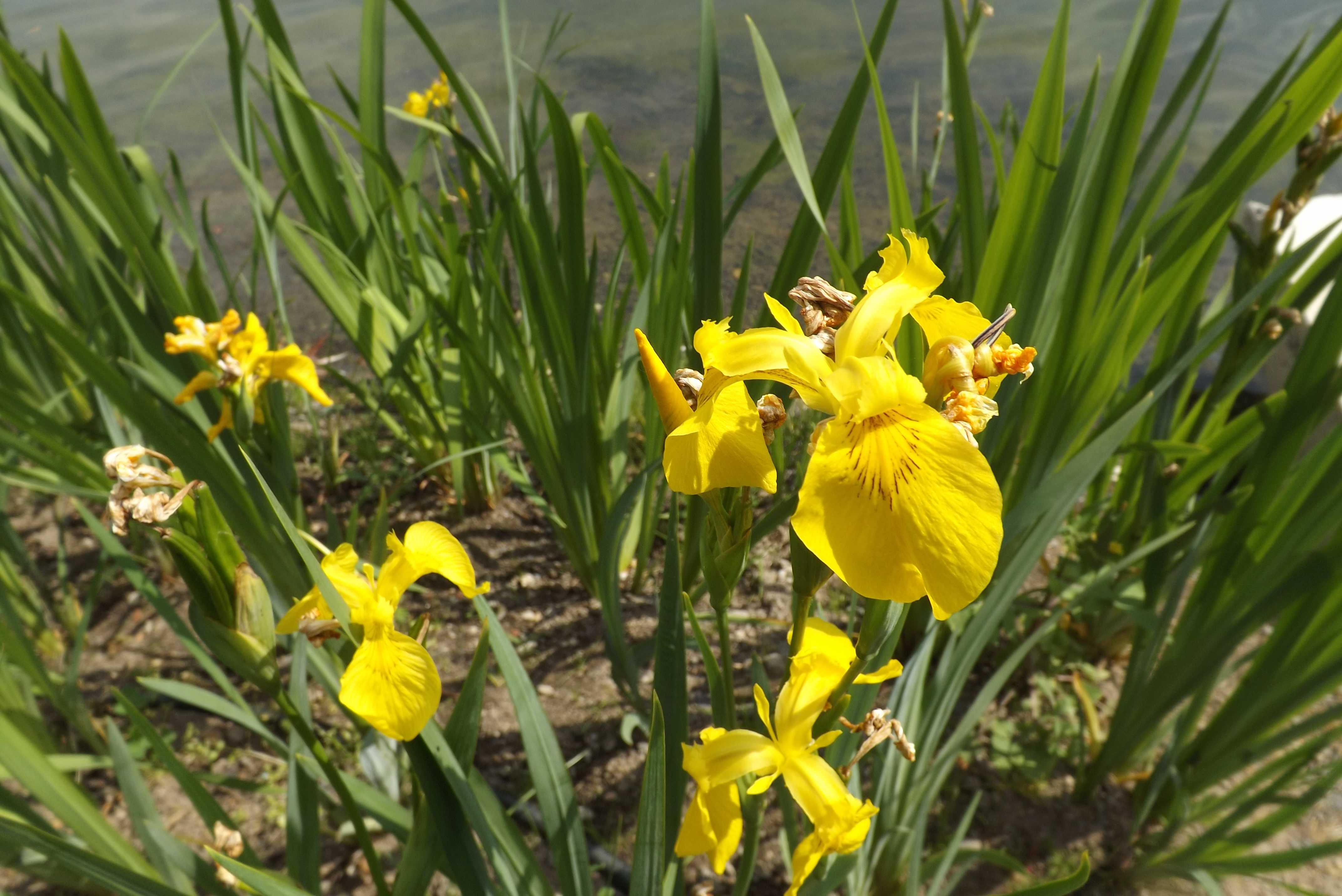
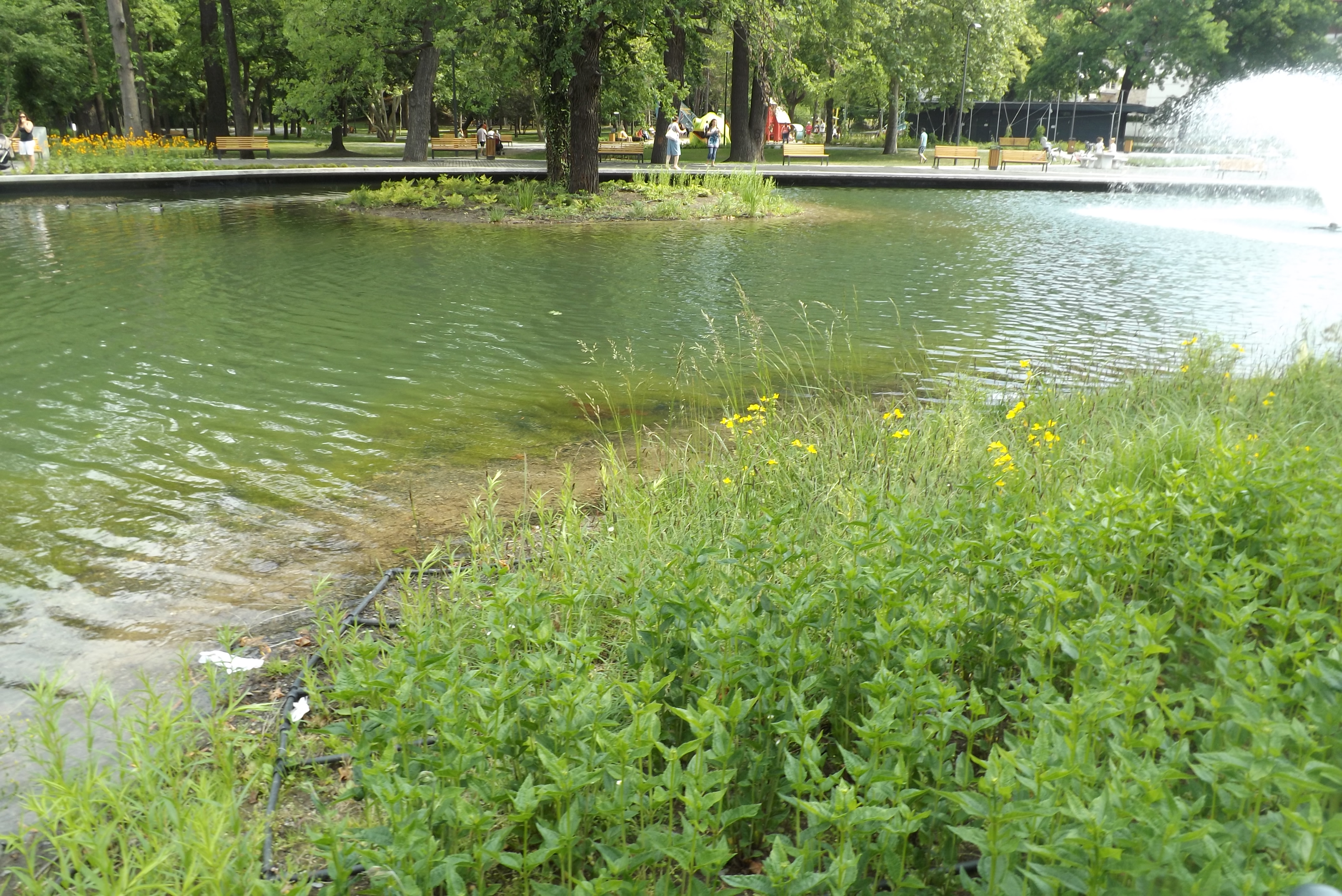
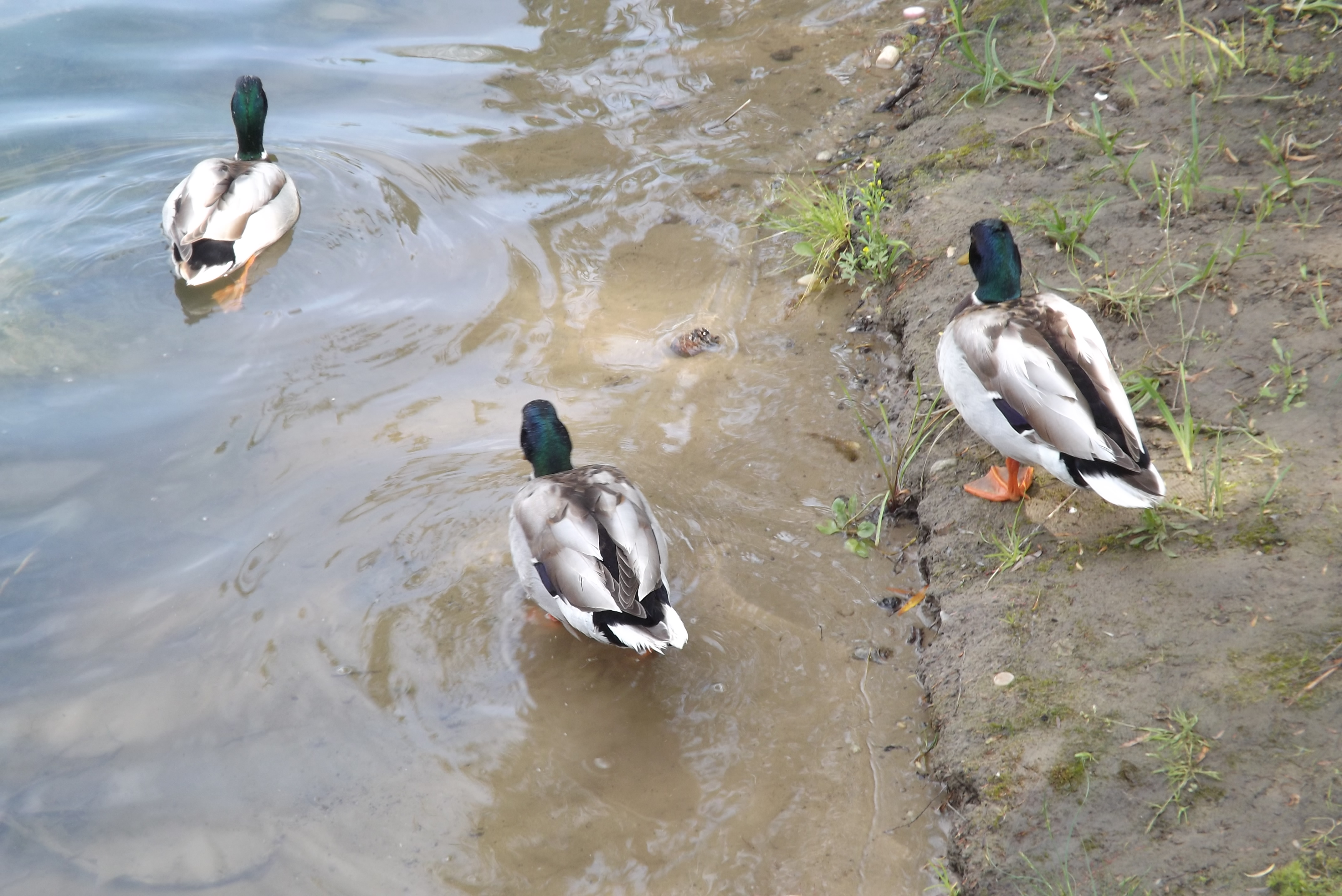
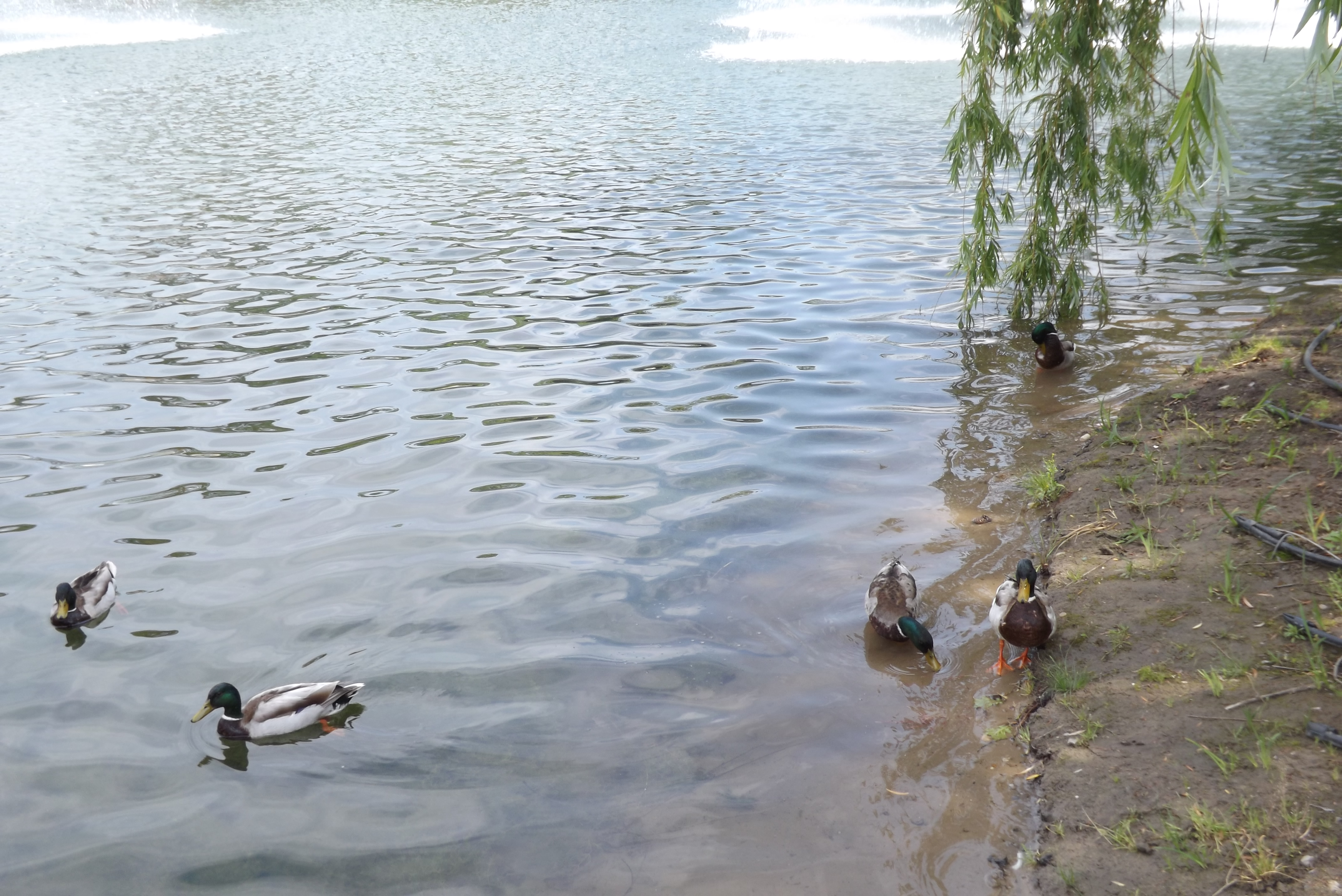
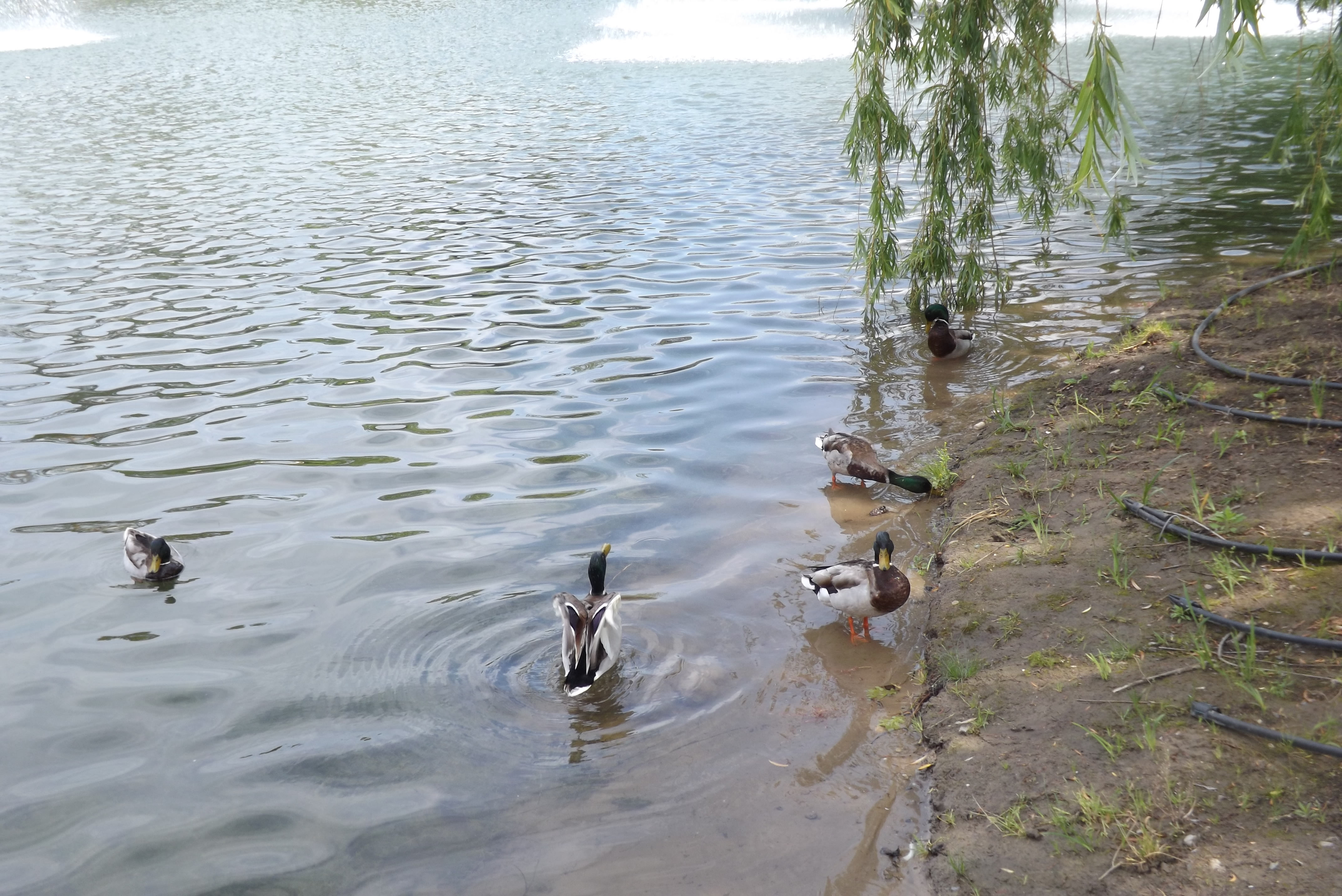
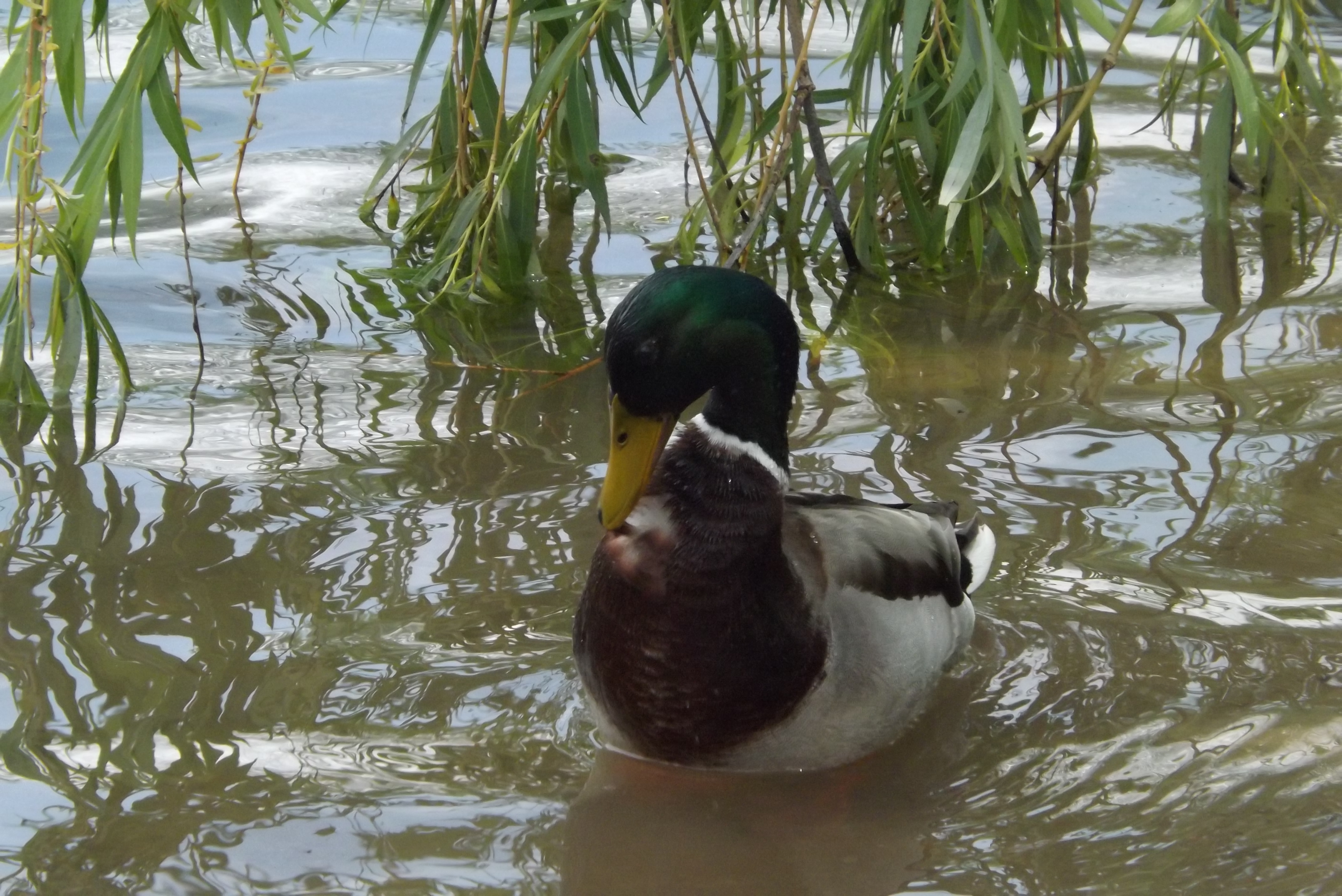
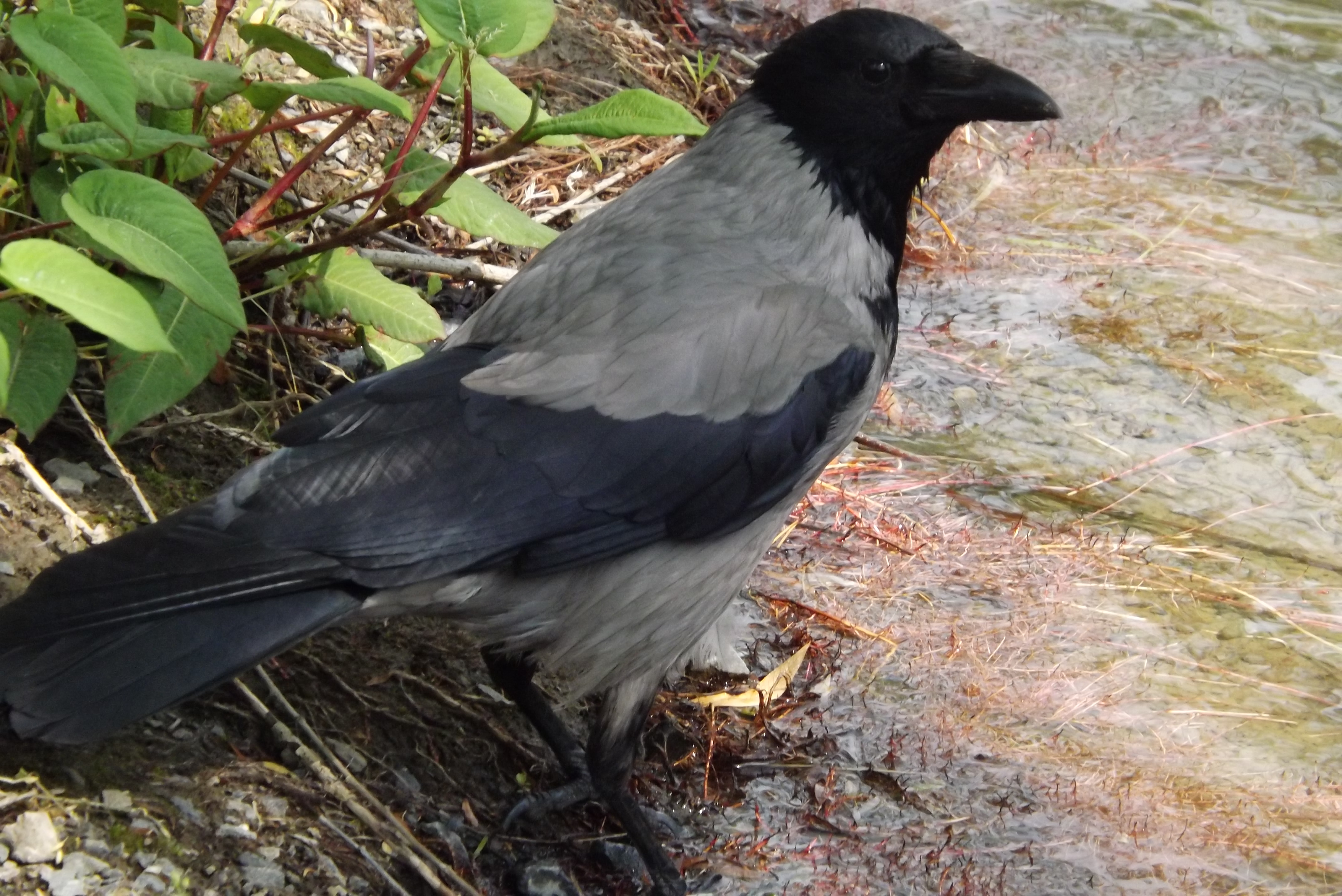
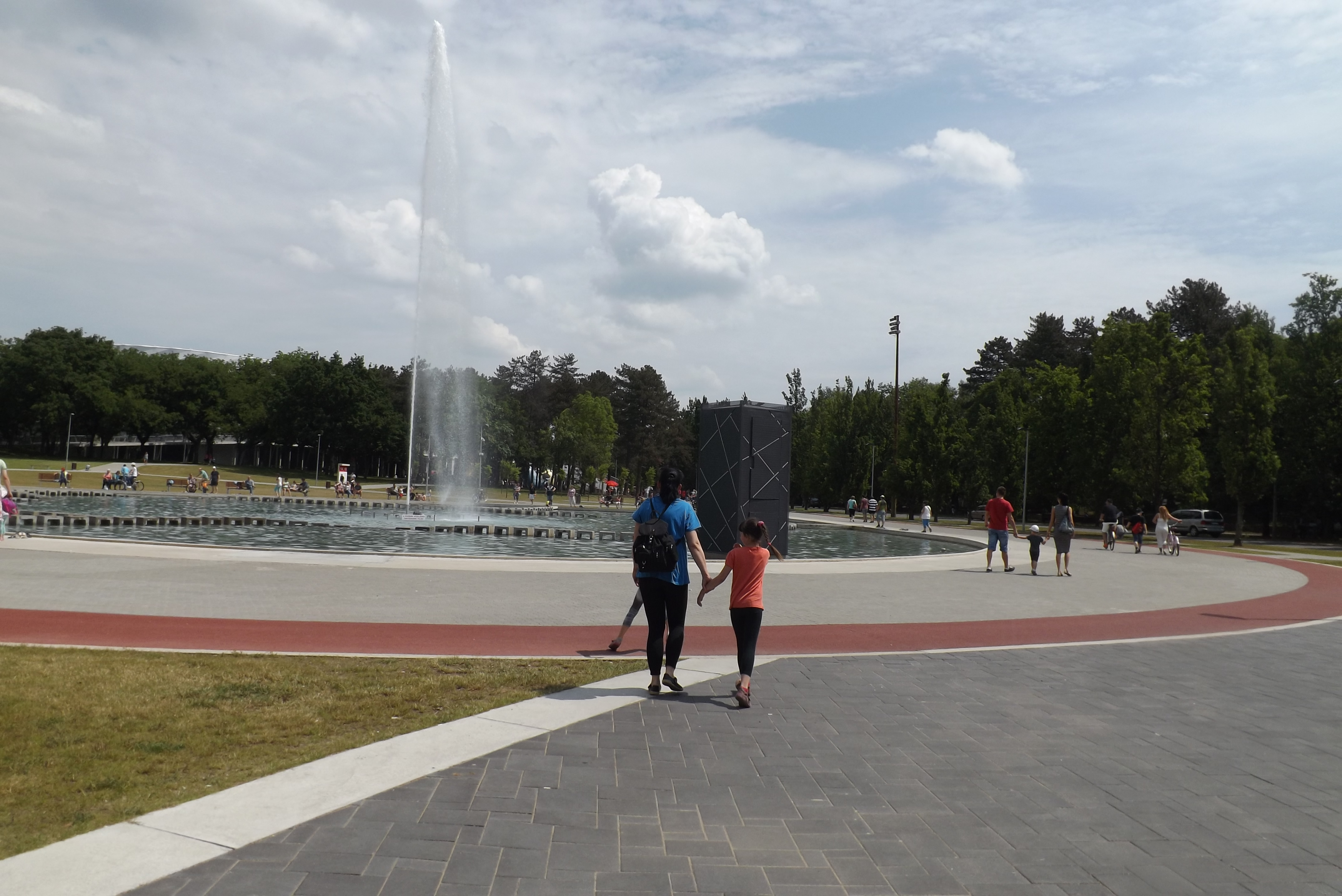
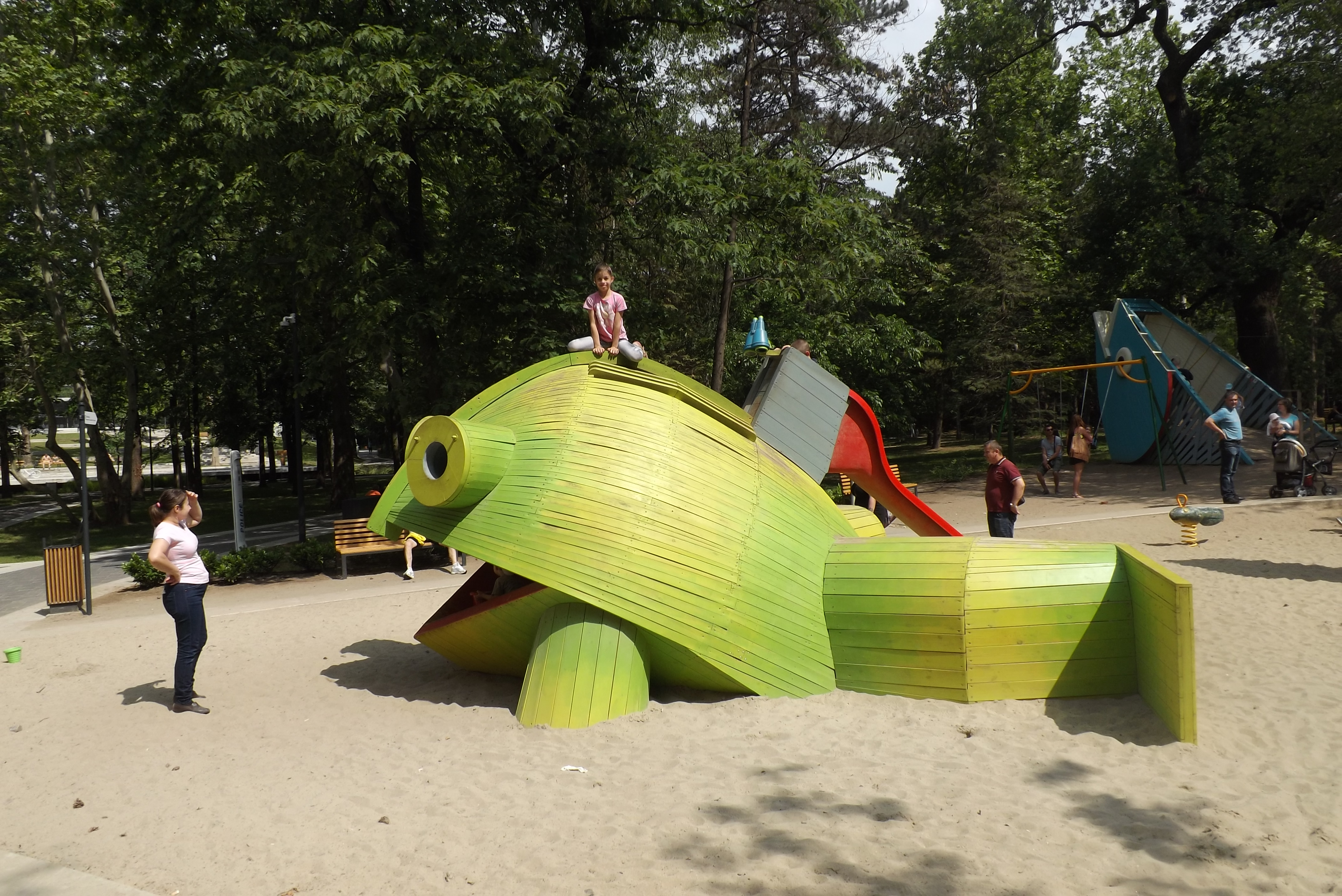
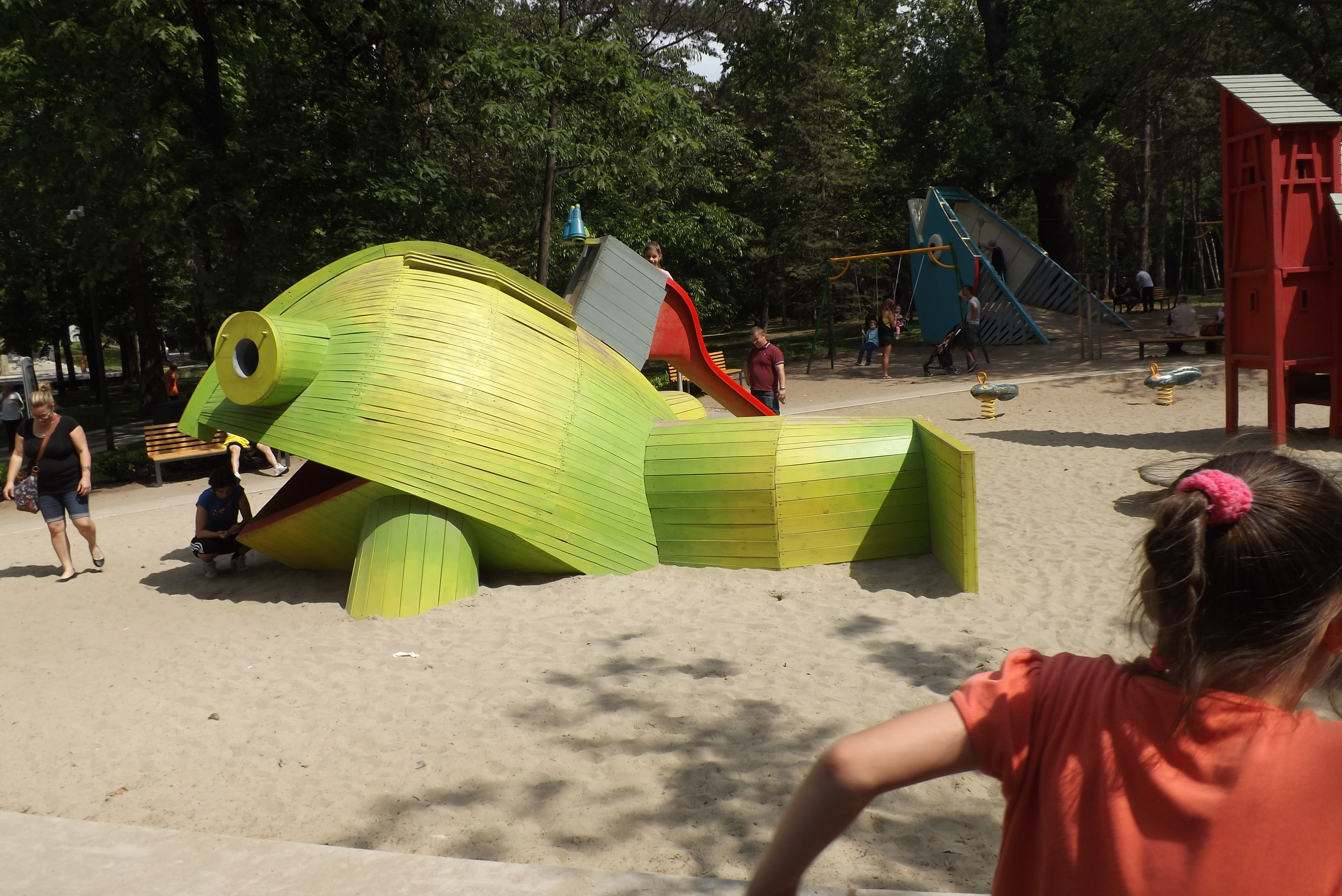
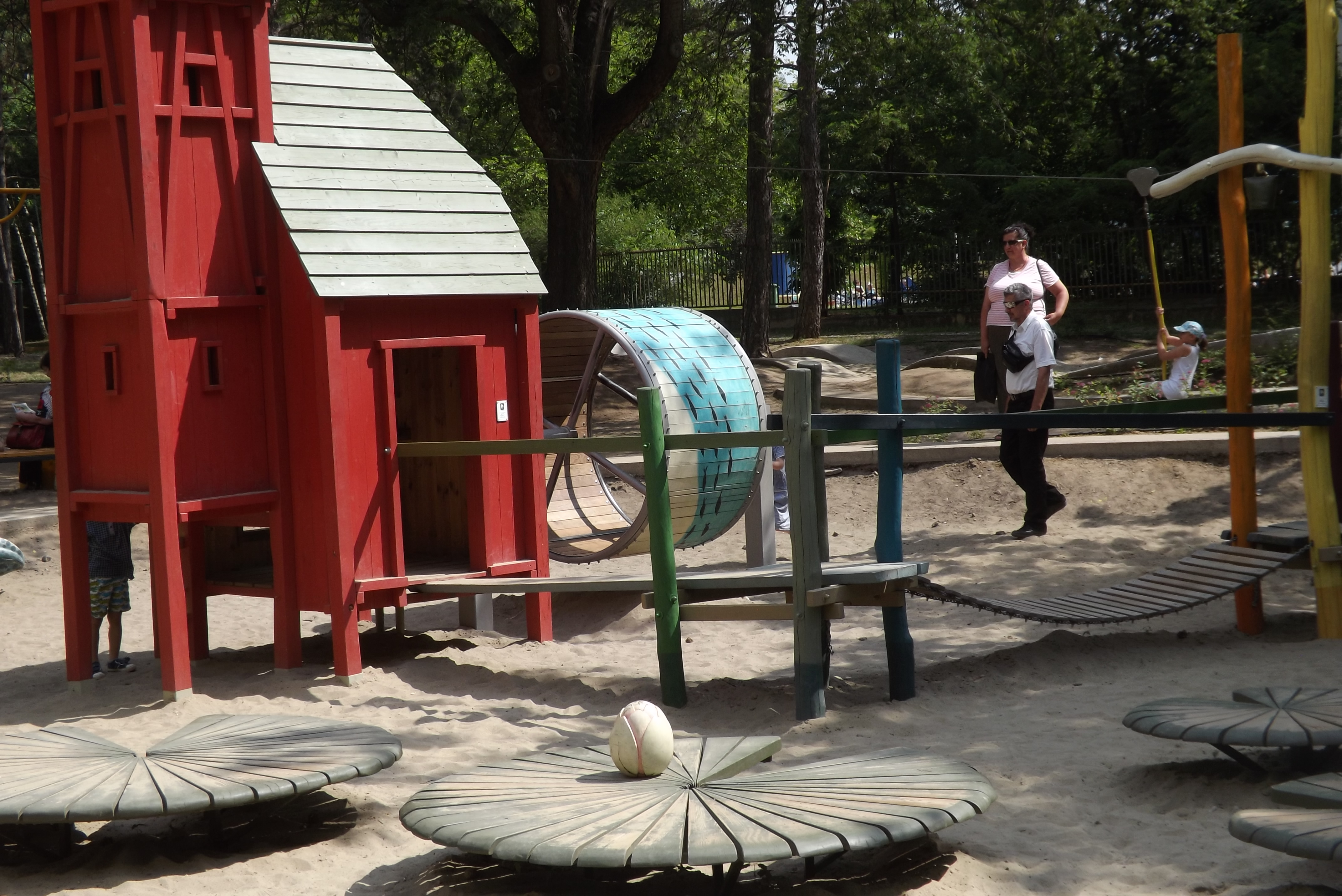

## Légi felvételek

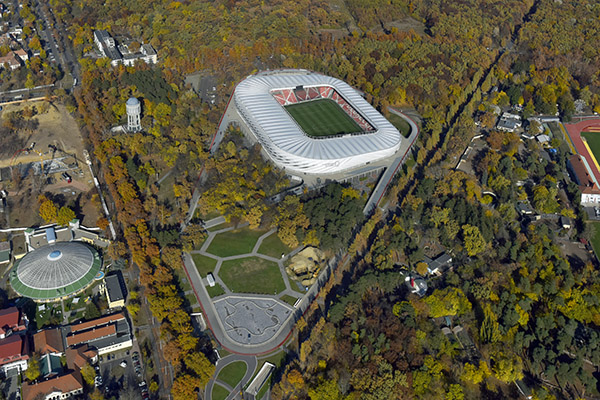
Debreceni Nagyerdő, stadion légi felvételen
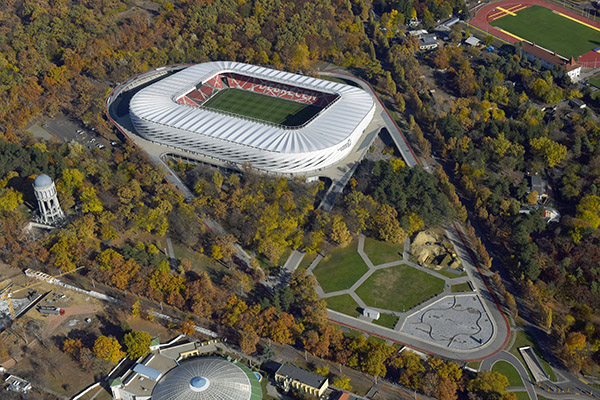
Debreceni Nagyerdő, stadion madártávlatból
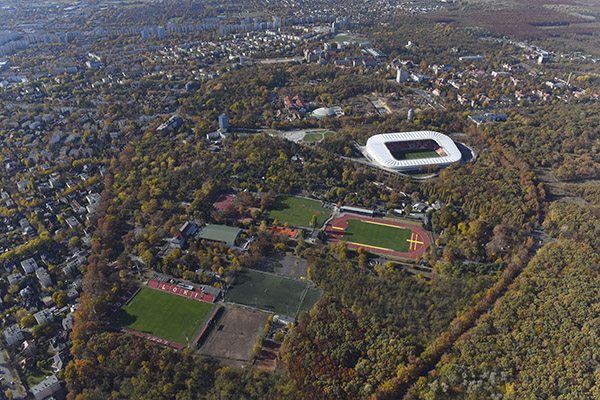
Debreceni Nagyerdő, sportközpont a magasból
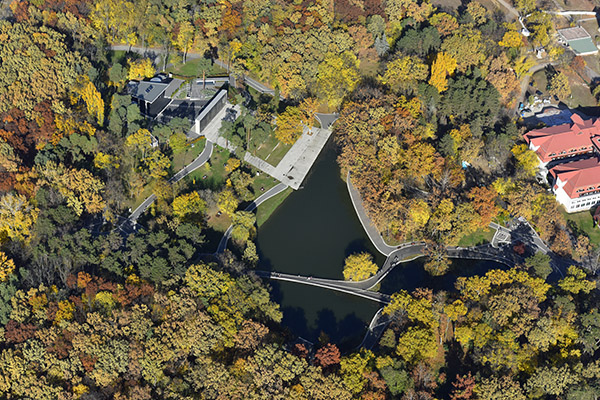
Szabadtéri színpad - légi fotó (Debreceni Nagyerdő)
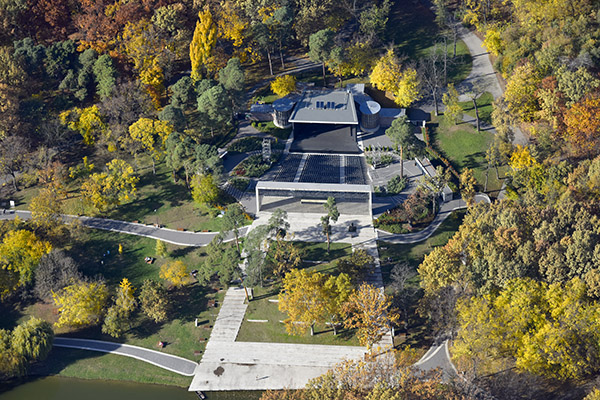
Debreceni Nagyerdő. Szabadtéri színpad a levegőből
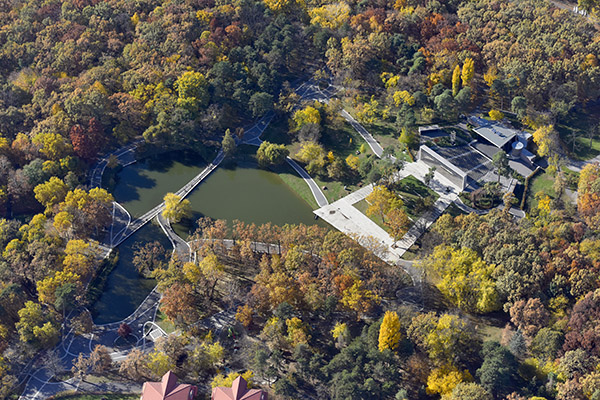
A nagyerdei szabadtéri színpad légi felvételen

## Külső hivatkozások
- Debrecen város hivatalos honlapja
- Debrecen linkgyűjtemény
- Debrecen időjárása
- Telefonszám tudakozó - Debrecen
- Airport Debrecen
- Kerékpárutak Debrecenben
- Nagyerdei Kultúrpark
- Debreceni Nagyerdő TT. Hortobágyi Nemzeti Park Igazgatóság. (Hozzáférés: 2019. január 13.)